# Szubra al-Chajma
Szubra al-Chajma (arab.  شبرة الخيمة , Shubrā al-Khaymah) – biedne północne przedmieście Kairu w Egipcie, wchodzące w skład aglomeracji. Leży nad wschodnim brzegiem Nilu i nad północnym i zachodnim brzegiem Kanału Ismailijskiego. Zamieszkane głównie przez emigrantów. W listopadzie 2006 roku liczyło 1 025 569 mieszkańców. Czwarte pod względem liczby ludności miasto kraju.